# Oogvlek

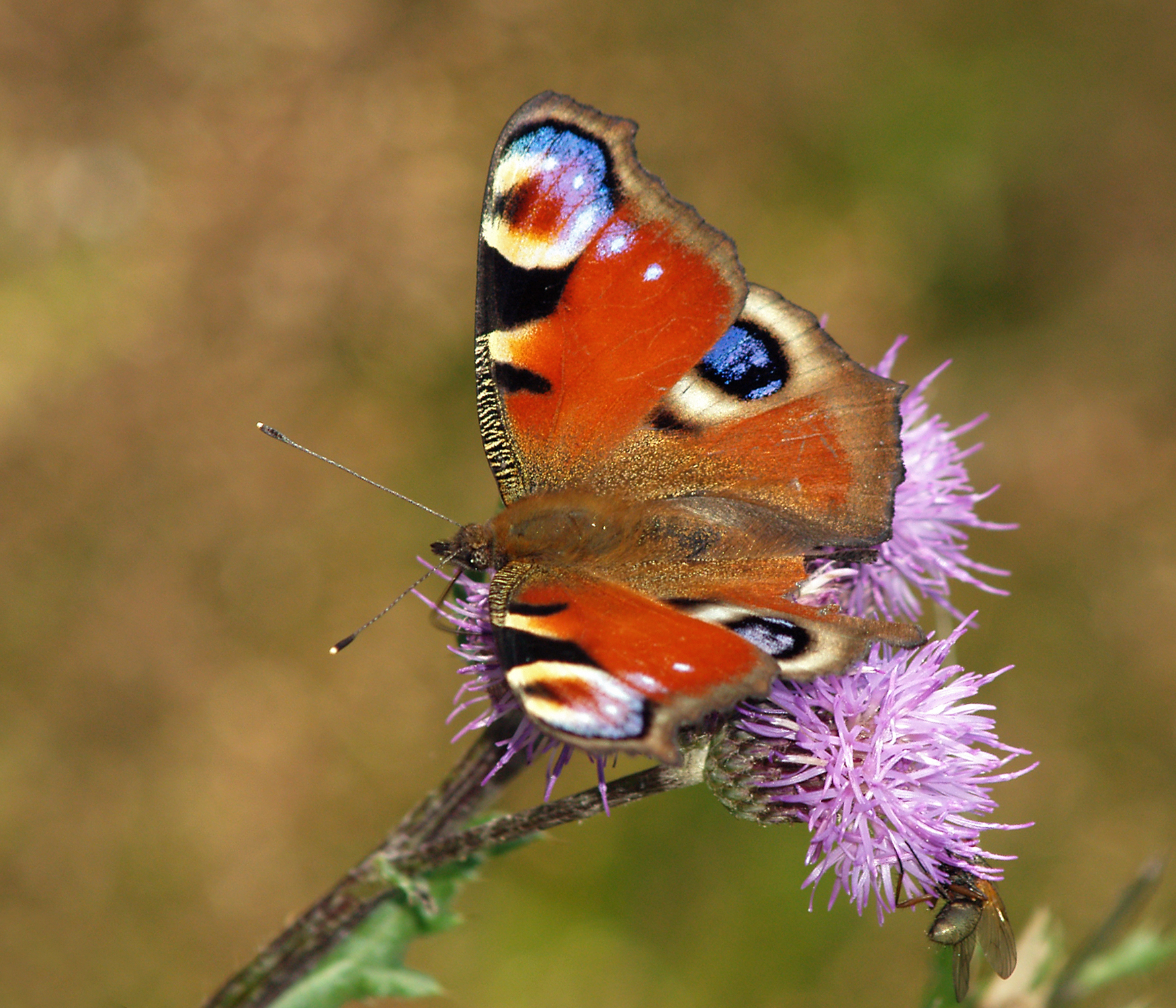
Dagpauwoog (Anglais io)

Een oogvlek of ocellus is een ringvormige vlek die door lichtere en donkere randen vaak enigszins lijkt op een oog. 
Oogvlekken komen bij veel dieren voor, zoals zoogdieren, amfibieën, vissen, weekdieren en vogels, insecten en reptielen. Oogvlekken kunnen verschillende functies hebben, zoals een signaalfunctie om de andere sekse te lokken. Dit komt veel voor bij vogels, zoals de pauw (Pavo chrsitatus). Bij insecten en amfibieën worden oogvlekken vaak gebruikt om predatoren af te schrikken of te misleiden. Voorbeelden zijn de dagpauwoog (Anglais io) en de vieroogkikker (Eupemphix nattereri). Deze laatste soort laat de achterzijde zien bij bedreiging waarbij de zwarte oogvlekken zichtbaar worden, hierdoor lijkt de kikker op de kop van een veel groter dier. 
Oogvlekken kunnen ook laten zien dat een dier heel giftig is, zoals de grote blauwring-octopus (Hapalochlaena lunulata). Bij weer andere dieren dienen ze juist ter camouflage, zoals bij de jaguar (Panthera onca).

## Praktische toepassingen
In navolging van het afschrikkend effect dat van nature aanwezige oogvlekken hebben is experimenteel aangetoond dat ook kunstmatig aangebrachte oogvlekken dit effect hebben. Onderzoek in Botswana wijst erop dat op het achterste van een rund aangebrachte oogvlekken als resultaat hebben dat deze runderen minder vaak worden aangevallen door leeuwen. In India gebruiken landbouwers gezichtsmaskers, bevestigd op hun achterhoofd, om tijgers af te schrikken.